# 向浦宏和
向浦 宏和（むこうら ひろかず、男性）は日本の漫画家。

## 経歴
- 2000年『タランチュラ』（第33回GAG大賞入選）が『週刊ヤングマガジン』2001年1号に掲載されデビュー。その後『別冊ヤングマガジン』にて短期連載や読切を発表。
- 2005年『中年A』（第17回金のピコピコハンマー賞・銅のピコピコハンマー賞受賞作）が『週刊ヤングジャンプ』に掲載。その後、数度の読切掲載を経て2006年に『週刊ヤングジャンプ』にて暴走ニートギャグ漫画「カジテツ王子」を長期連載。
- 2011年に高専を舞台とした青春コメディ「ラジオヘッズ」を発表するが、人気を得ることは出来ず22話で打ち切りとなる。

## 作品リスト

### 連載
- ダディの子守唄（『別冊ヤングマガジン』2003年46号 - 同年49号）
- 先公花火（『別冊ヤングマガジン』2004年No.6 - 2007年No.20）
- カジテツ王子（『週刊ヤングジャンプ』2006年42号 - 2010年13号）
- ラジオヘッズ（『週刊ヤングジャンプ』2011年38号 - 2012年14号）
- 虐殺ハッピーエンド（原作：宮月新、『マンガPark』2017年8月3日 - 2019年12月5日）
- CHILDEATH（『ハレム』vol.50 - vol.71）
- 虐殺ハッピーエンド〜蒼の章〜（原作：宮月新、『ヤングアニマルWeb』・『マンガPark』2023年3月10日 - ）

### 読切・短編
- タランチュラ（『週刊ヤングマガジン』2001年1号）
- 栗の花エナジー（『別冊ヤングマガジン』2004年No.3）
- 中年A（『週刊ヤングジャンプ』2005年13号）
- アビコ15（『週刊ヤングジャンプ』2005年29号）
- グラビアポエマー小島（『週刊ヤングジャンプ』2005年52号）
- 逆走!!ルームランナー（『週刊ヤングジャンプ増刊 漫太郎』、2006年）
- 独走!!ルームランナー ニートVSメルヘン王（『週刊ヤングジャンプ増刊 漫革』2006年Vol.52）
- サブカル怪獣サブゴン（『ミラクルジャンプ』2012年No.10）
- 宇宙SEX（『ミラクルジャンプ』2013年No.14）
- りびんぐふぁーにちゃー　〜備品係の恋〜（『good!アフタヌーン』2015年9号）

## その他
- 作業中はJ-WAVEをよく流している。[1]
- 慢性的な痔を患っている。
- 人の目線があるところでは描けないので、必ず死角に行って描く。
- 女の軍服フェチ。

## アシスタント経験者
- 井出圭亮[2]